# N618 (België)
De N618 is een gewestweg in de Belgische provincies Limburg en Luik. Deze weg vormt de verbinding tussen Tongeren en Wezet.
De totale lengte van de N618 bedraagt ongeveer 19 kilometer.

## Plaatsen langs de N618
- Mal
- Sluizen
- Glaaien
- Boirs
- Rukkelingen-aan-de-Jeker
- Bitsingen
- Houtain-Saint-Siméon
- Haccourt
- Wezet

## N618b
De N618b is een aftakking van de N618 in Wezet. De 260 meter lange route gaat over de Rue des Francs Arquebusiers en is volledig ingericht als eenrichtingsverkeersweg naar de N618 toe.